# Hans-Christian Ströbele
Hans-Christian Ströbele (Halle/Saale, 1939. június 7. – Berlin, 2022. augusztus 29.) német ügyvéd, politikus. Az 1970-es években az NSZK egyetlen ún. szocialista ügyvédi munkaközösségének tagja, a Vörös Hadsereg Frakció és a 68-as mozgalom több képviselőjének védője volt. Az 1980-as évektől a Zöldek berlini alapítója. 1985 és 1987 között, valamint 1998-tól Bundestag-képviselő. 2002-ben ő volt az első zöld politikus Németországban, aki egyéni mandátumot szerzett. Mandátumát 2017-ig viselte.

## Életútja

### Kezdetek és ügyvédi tevékenysége
A mai Sachsen-Anhalt területén található Halléban született. Iskolai tanulmányait az Nordrhein-Westfalen területén található Marlban kezdte meg. 1959-ben érettségizett le a városban, ezt követően behívták sorkatonai szolgálatra, ahol a légierőnél szolgált. Szolgálata során zászlóaljának bizalmi személyévé választották, valamint előléptetését visszautasította. 1960-ban kezdte meg jogi és politológiai tanulmányait előbb a heidelbergi, majd a Berlini Szabad Egyetemen (Freie Universität Berlin). Diplomájának megszerzése után Horst Mahler ügyvédi irodájában helyezkedett el és 1969-ben letette ügyvédi vizsgáját. Ezt követően Mahlerrel és a későbbi berlini alkotmánybíró Klaus Eschennel megalapította a Német Szövetségi Köztársaság első és egyetlen szocialista ügyvédi munkaközösségét. A közösség célja a 68-as és a különböző baloldali egyetemi mozgalmak aktivistáinak jogi támogatása volt.
1970-ben elvállalta a Vörös Hadsereg Frakció (RAF) több tagjának (pl. Andreas Baader) védelmét. 1975-ben az ún. „Stammheim-eljárás” (Stammheim-Prozess) megkezdése előtt kizárták a védelemből hivatali előnnyel való visszaélés miatt. 1980-ban egy berlini bíróság tizennyolc hónapnyi felfüggesztett szabadságvesztésre ítélte bűnügyi szervezet támogatása miatt. Két évvel később a fellebbviteli bíróság tíz hónapra csökkentette a büntetést. Ströbele végig tagadta az RAF támogatását és a szervezet információs rendszeréhez is az ügyvédi védelem okán volt hozzáférése. Közben 1979-ben feloszlott az ügyvédi kollektíva és Ströbele egyéni ügyvédként helyezkedett el.

### Közéleti szerepvállalása
Ügyvédi tevékenysége mellett a politikának is aktív részesévé vált. 1970 és 1975 között a szociáldemokrata SPD tagja volt. 1978-ban részt vett egy alternatív napilap, a die tageszeitung (taz) létrehozásában. Szintén 1978-ban az Alternatív Lista a Demokráciáért és Környezetvédelemért (Alternative Liste für Demokratie und Umweltschutz) alapító tagja volt, amely később a Zöldek berlini szervezetévé vált. Az 1983-as Bundestag-választáson szerepelt a Zöldek berlini listáján, a zöldeknél akkor uralkodó rotációs elv okán 1985-ben képviselő lett a lemondott Dirk Schneider helyett. Mandátumát az 1987-es választásig viselte. Ebben az időszakban a Bundestag jogi bizottságának, illetve a Flick-ügy vizsgálóbizottságának volt tagja.
1990-ben a párt három egyenrangú szóvivőjének (pártvezetőjének) egyikévé választották. Ebben az időszakban egyesült a nyugati és a 80-as évek végén alakult kelet-német zöld párt, illetve vált szövetségessé a kelet-német polgárjogi mozgalmakból kinőtt Szövetség ’90 (Bündnis ‘90). Ströbele pártszóvivőként elérte a német szövetségi alkotmánybíróság előtt, hogy az egykori NSZK és NDK két külön választási egység legyen és külön-külön legyen érvényes a bejutási küszöb. Az 1990-es Bundestag-választáson a nyugati zöldek nem érték el az 5%-os küszöböt, míg a Szövetség ’90 és a kelet-német zöldek közös listája 6,1%-os eredménnyel biztosították a parlamenti képviseletet. Ströbele 1991-ben lemondott szóvivőségéről, miután az első öbölháború idején egy látogatás során kritizálta Izrael politikáját. Ezt követően visszavonult a berlini helyi politikába, 1992 és 1998 között Berlin-Tiergarten kerületi gyűlésének volt tagja, illetve a Zöldek frakciójának vezetője. 1995 és 1997 között a berlini Zöldek elnökségében is tevékenykedett.
Az 1998-as Bundestag-választáson pártja berlini listájáról újra képviselővé választották. Ebben az időszakban vált az akkori zöld vezető politikus és külügyminiszter, Joschka Fischer állandó párton belüli kritikusává. A 2002-es Bundestag-választáson nem került befutó helyre pártja berlini listáján, így kérte, hogy egyáltalán ne legyen rajta egyáltalán a listán. Helyette az újonnan kialakított belső-berlini választókerületben (Berlin-Friedrichshain-Kreuzberg-Prenzlauer Berg Ost) indult egyéni jelöltként. Kampányát személyes síkra terelte: saját arculattal indult, programpontjai több helyen eltértek pártja pontjaitól, elsősorban a külpolitika területén. Az önálló arculatot a későbbi kampányokban is megtartotta, amihez az öltönyhöz húzott pulóver és a piros sál is hozzátartozik. Ismert szlogenné vált ennél a választásnál a Ströbele wählen heißt Fischer quälen, ami jelezte kritikáját a pártvezetővel szemben. Meglepetésre 31,6%-os eredménnyel megnyerte a választókerületet, megszerezve a német zöld párt első egyéni mandátumát. A 2005-ös, 2009-es és 2013-as Bundestag-választáson is megnyerte a választókerületet, minden esetben a Zöldek egyetlen egyéni mandátumát megszerezve. Listán egyik alkalommal sem szerepelt. Parlamenti munkája során 2002 és 2009 között a Jog, nők, család, idősek, oktatás és ifjúság munkacsoport koordinátora és ezzel frakcióvezető-helyettes volt. 2002-ben a titkosszolgálatokat felügyelő bizottság (Parlamentariches Kontrollgremium) tagja lett. Ezenkívül több vizsgálóbizottság munkájában is részt vett.
2013-ban Moszkvában találkozott Edward Snowdennel, aki felfedte az amerikai titkosszolgálatok egyes lehallgatási módszereit, illetve adatgyűjtési programjait. Ströbele a Németországot érintő lehallgatási ügyek (pl. Angela Merkel kancellár mobiljának lehallgatása) kivizsgálását szorgalmazza. A 2017-es Bundestag-választáson egészségi okokból nem indult.

## Családja
Édesapja, aki eredetileg Freiburgból származott, kémikusként dolgozott a Buna hallei művében, édesanyja ügyvéd volt. A második világháború végén az amerikai hadsereg zónahatárra való visszavonulásakor több német értelmiségit, így Ströbele családját is átvitte a nyugati zónába. A család Marlban telepedett le. 1967-ben nősült Párizsban, nagybátyja Herbert Zimmermann, az 1954-es labdarúgó-világbajnokság döntőjének német tudósítója volt.